# Partícula elemental

Modelo estándar de partículas elementales.

Las partículas elementales son los constituyentes elementales de la materia; más precisamente son partículas que no están constituidas por partículas más pequeñas ni se conoce que tengan estructura interna.
Originalmente el término partícula elemental se usó para toda partícula subatómica como los protones y neutrones, los electrones y otros tipos de partículas exóticas que solo pueden encontrarse en los rayos cósmicos o en los grandes aceleradores de partículas, como los piones o los muones. Sin embargo, a partir de los años 1970 quedó claro que los protones y neutrones son partículas compuestas de otras más simples. Actualmente el nombre partícula elemental se usa para las partículas que, hasta donde se sabe, no están formadas por partículas más simples.
La materia ordinaria se compone de átomos, que antaño se consideraban partículas elementales indivisibles. El nombre átomo procede de la palabra griega antigua ἄτομος (atomos), que significa indivisible o no recortable. A pesar de las teorías sobre los átomos de Demócrito que habían existido durante miles de años, la existencia real de los átomos siguió siendo controvertida hasta 1905. En ese año Albert Einstein publicó su artículo sobre el movimiento browniano, poniendo fin a las teorías que habían considerado a las moléculas como ilusiones matemáticas y afirmando que la materia estaba compuesta en última instancia por diversas concentraciones de energía.
Los constituyentes subatómicos del átomo fueron identificados por primera vez hacia finales del siglo XIX, comenzando con el descubrimiento del electrón, seguido por el protón en 1919, el fotón en la década de 1920, y el neutrón en 1932. Para entonces, el advenimiento de la mecánica cuántica había alterado radicalmente la definición de "partícula" al plantear una concepción en la que llevaban a cabo una existencia simultánea como ondas de materia.
Se han realizado muchas elaboraciones teóricas y más allá del Modelo Estándar desde su codificación en la década de 1970. Entre ellas se incluyen las nociones de supersimetría, que duplican el número de partículas elementales mediante la hipótesis de que cada partícula conocida se asocia con una compañera "sombra" mucho más masiva. Sin embargo, al igual que un  Bosón elemental adicional que medie en la gravitación, tales supercompañeros permanecen sin descubrir a fecha de hoy.

## Partículas subatómicas
Cuando a principios del siglo XIX John Dalton postuló su teoría atómica, consideró que los átomos eran indivisibles y por tanto, en cierto modo, partículas elementales. Los avances en el conocimiento de la estructura atómica revelaron que los átomos no eran ni mucho menos indivisibles y estaban formados por partículas más elementales: protones, neutrones y electrones. El estudio de las partículas que forman el núcleo atómico, reveló que estas no eran elementales, sino que estaban formadas por partículas más simples. A su vez los neutrones, protones y otras partículas están compuestas por los hadrones y los mesones. Tanto los hadrones como los mesones están constituidos por partículas más pequeñas, llamadas quarks y antiquarks, y "nubes" de gluones que los mantienen unidos.
La lista de partículas subatómicas que actualmente se conocen consta de centenares, situación que sorprendió a los físicos, hasta que fueron capaces de comprender que muchas de esas partículas realmente no eran elementales sino compuestas de elementos más simples llamados quarks y leptones que interaccionan entre ellos mediante el intercambio de bosones. En el modelo estándar, que refleja nuestro estado de conocimiento sobre los constituyentes últimos de la materia, los quarks, los leptones y los bosones de intercambio se consideran partículas elementales, ya que no existe evidencia de que a su vez estén formados por otras partículas más "pequeñas".
Si bien las partículas más pesadas (hadrones) y las de masa intermedia (mesones) que responden a la interacción fuerte fueron consideradas elementales, actualmente se sabe que son partículas compuestas. Solo las partículas más ligeras (leptones) que no resultan afectadas por la interacción fuerte, resultaron ser elementales. Los dos tipos de leptones más comunes son los electrones y los neutrinos, de los que como se ha dicho se cree que son realmente elementales. Los neutrinos, entidades que comenzaron su existencia como artificios matemáticos, ya han sido detectados y forman parte de todas las teorías físicas de la composición de la materia, de la cosmología, astrofísica y otras disciplinas.

## Partículas propiamente elementales

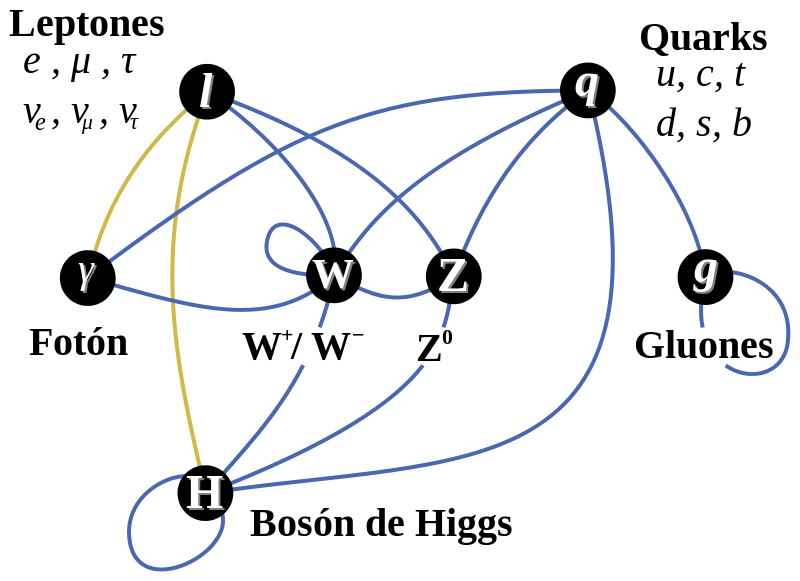
Interacciones del modelo estándar de la física de partículas

Actualmente se cree que los leptones, quarks (estos dos primeros tipos son fermiones) y bosones gauge, son todos los constituyentes más pequeños de la materia y por tanto serían partículas propiamente elementales. Existe un problema interesante en cuanto a estas partículas propiamente elementales, ya que, por ejemplo, los leptones parecen agruparse en series homofuncionales, siendo cada generación similar a la anterior pero formada por partículas más masivas:
- Generación 1: electrón, neutrino electrónico, quark arriba, quark abajo.
- Generación 2: muon, neutrino muónico, quark extraño, quark encantado.
- Generación 3: tauón, neutrino tauónico, quark fondo, quark cima.

Aunque no se tienen demasiadas ideas de por qué existen estas tres generaciones, en la teoría de cuerdas el número de generaciones existentes tiene que ver con la topología de la variedad de Calabi-Yau que aparece en su formulación. Concretamente el número de generaciones coincidiría en esta teoría con la mitad del valor absoluto del número de Euler de la variedad de Calabi-Yau. Sin embargo esto no es estrictamente una predicción ya que en el estudio actual de la teoría de cuerdas pueden construirse espacios de Calabi-Yau de diferente número de Euler. Se sabe que si se quiere construir una teoría de cuerdas que dé lugar a solo tres generaciones, el número de Euler debe ser ±6.
Existe la hipótesis de que los quarks a su vez estén formados de preones.

## Abundancia en el cosmos de partículas elementales
Según los modelos actuales de nucleosíntesis del Big Bang, la composición primordial de la materia visible del universo debería ser de aproximadamente un 75 % de hidrógeno y un 25 % de helio-4 (en masa). Los neutrones están formados por un quark up y dos quarks down, mientras que los protones están formados por dos quarks up y uno down. Dado que las demás partículas elementales comunes (como los electrones, los neutrinos o los bosones débiles) son tan ligeras o tan raras en comparación con los núcleos atómicos, podemos despreciar su contribución en masa a la masa total del universo observable. Por lo tanto, se puede concluir que la mayor parte de la masa visible del universo consiste en protones y neutrones, que, como todos los bariones, están formados a su vez por quarks up y quarks down.
Algunas estimaciones indican que hay aproximadamente 1080 bariones (casi todos protones y neutrones) en el universo observable.
El número de protones en el universo observable se denomina número de Eddington.
En términos de número de partículas, algunas estimaciones implican que casi toda la materia, excluyendo la materia oscura, se presenta en neutrinos, que constituyen la mayoría de las aproximadamente 1086 partículas elementales de materia que existen en el universo visible. Otras estimaciones implican que existen aproximadamente 1097 partículas elementales en el universo visible (sin incluir la materia oscura), en su mayoría fotones y otros portadores de fuerza sin masa.

## Modelo Estándar

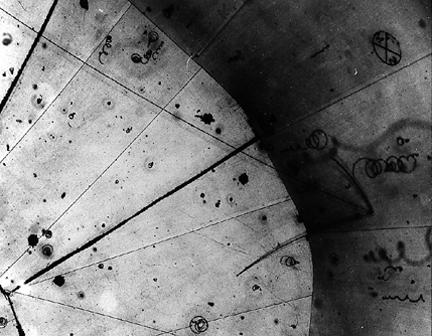
Primera observación de neutrinos

El Modelo Estándar de la física de partículas contiene 12 sabores de fermiones elementales, más sus correspondientes antipartículas, así como bosones elementales que median las fuerzas y el bosón de Higgs, del que se informó el 4 de julio de 2012 que probablemente había sido detectado por los dos experimentos principales del Gran Colisionador de Hadrones (ATLAS y CMS).Sin embargo, el Modelo Estándar es ampliamente considerado como una teoría provisional más que como una teoría verdaderamente fundamental, ya que no se sabe si es compatible con la relatividad general de Einstein. Pueden existir hipotéticas partículas elementales no descritas por el Modelo Estándar, como el gravitón, la partícula que transportaría la fuerza gravitatoria, y partículas, supersimetría compañeras de las partículas ordinarias.

### Fermiones fundamentales
Los 12 fermiones fundamentales se dividen en 3 generaciones de 4 partículas cada una. La mitad de los fermiones son leptones, tres de los cuales tienen una carga eléctrica de –1, llamados electrón, muón y tau ; Los otros tres leptones son neutrinos, (νe, νμ, ντ) , que son los únicos fermiones elementales sin carga eléctrica ni de color. Las seis partículas restantes son cuarks (de los que hablaremos más adelante).

#### Cuarks
Nunca se han detectado cuarks y anticuarks aislados, un hecho que se explica por el confinamiento. Cada cuark lleva una de las tres  cargas de colores de la interacción fuerte; los anticuarks llevan de forma similar la carga anticolor. Las partículas cargadas de color interactúan mediante el intercambio de gluones, del mismo modo que las partículas cargadas interactúan mediante el intercambio de fotones. Sin embargo, los gluones están a su vez cargados de color, lo que resulta en una amplificación de la fuerza fuerte cuando las partículas cargadas de color se separan. A diferencia del fuerza electromagnética, que disminuye cuando las partículas cargadas se separan, las partículas cargadas de color sienten una fuerza creciente.
No obstante, las partículas cargadas de color pueden combinarse para formar partículas compuestas de color neutro llamadas hadrones. Un cuark puede emparejarse con un anticuark: el cuark tiene un color y el anticuark tiene el anticolor correspondiente. El color y el anticolor se anulan, formando un mesón de color neutro. Alternativamente, pueden existir tres cuarks juntos, siendo un cuark "rojo", otro "azul" y otro "verde". Estos tres cuarks coloreados juntos forman un barión de color neutro. Simétricamente, tres anticuarks con los colores "antirrojo", "antiazul" y "antiverde" pueden formar un  antibarión de color neutro.
Los cuarks también llevan cargas eléctricas fraccionarias, pero, como están confinados dentro de hadrones cuyas cargas son todas integrales, las cargas fraccionarias nunca se han aislado. Los cuarks tienen cargas eléctricas de +2/3 o -1/3, mientras que los antiquarks tienen cargas eléctricas de 2/3 o +1/3.
Las pruebas de la existencia de los cuarks provienen de la dispersión inelástica profunda: disparar electrones a núcleos para determinar la distribución de la carga dentro de los nucleones (que son bariones). Si la carga es uniforme, el campo eléctrico alrededor del protón debería ser uniforme y el electrón debería dispersarse elásticamente. Los electrones de baja energía se dispersan de este modo, pero, a partir de una determinada energía, los protones desvían algunos electrones formando grandes ángulos. El electrón que retrocede tiene mucha menos energía y se emite un chorro de partículas. Esta dispersión inelástica sugiere que la carga del protón no es uniforme, sino que está dividida entre partículas cargadas más pequeñas: los cuarks.